# Concerto per pianoforte e orchestra n. 2 (Rubinštejn)
Il Concerto per pianoforte e orchestra n. 2 in mi minore, Op. 35 di Anton Grigor'evič Rubinštejn, fu composto nel 1851.

## Storia della composizione
Anton Rubinštejn compose il suo secondo concerto per pianoforte e orchestra nel 1851. Il lavoro fu eseguito per la prima volta dallo stesso Rubinštejn al pianoforte, con Henri Vieuxtemps come direttore d'orchestra, il 23 febbraio 1852, in occasione di un concerto a San Pietroburgo.